# Trapézový plech

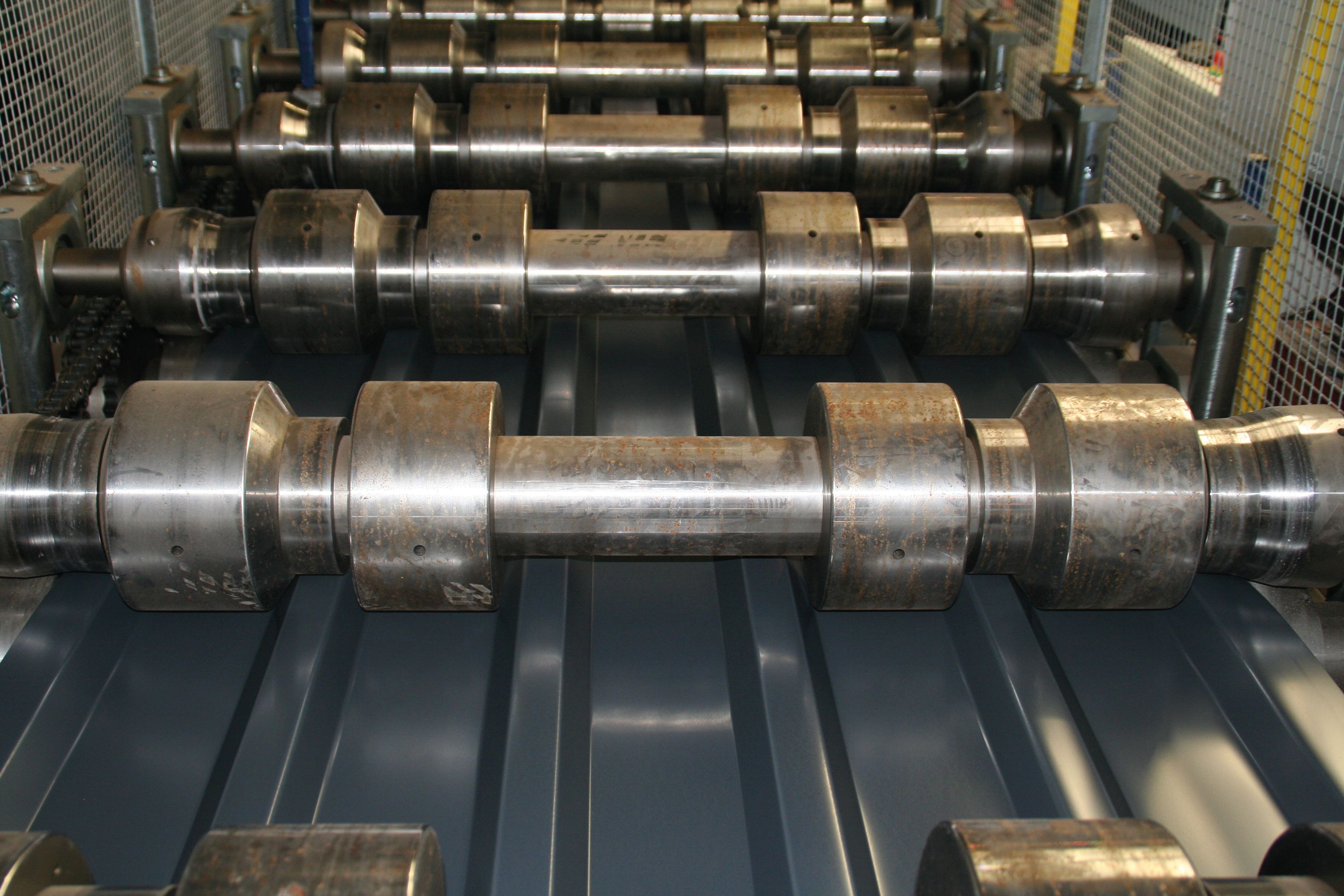
Válcování trapezového plechu

Trapézový plech je druh tvarovaného plechu. Obvykle je vyráběn z hliníkového nebo ocelového plechu, ale i jiných kovových materiálů. Podélné lichoběžníkové (trapezovité) prolisování zvyšuje tuhost v jednom směru, podobně jako vlnitý plech.

## Popis
Ocelový trapézový plech je obvykle žárově pokoven vrstvou zinku nebo aluzinku. Kovové trapézové plechy bývají opatřeny některým typem lakované povrchové úpravy. Široká škála barev a typů povrchových úprav poskytuje velký prostor pro nejrůznější architektonická řešení – střechy, fasády a interiéry.
Některé typy kovových trapézových plechů existují s antikondenzační úpravou, případně s perforací pro použití v konstrukcích s požadavkem na akustický útlum.
Ocelové trapézové plechy s vysokým profilem jsou základním konstrukčním prvkem pro velkoplošné krytí, obvyklá tloušťka plechů pro toto použití se pohybuje od 0,50 do 1,25 mm. Střešní plášť se musí optimalizovat vůči konstrukci a pro hledání vhodného profilu a tloušťky plechu pro danou konstrukci se využívají statické tabulky únosnosti trapézů a také jsou k dispozici speciální programy, které tento výpočet usnadňují.

## Výroba
Trapezové plechy se tvarují válcováním nekonečného pásu za studena. Plech prochází několika páry válců a postupně se tvaruje. Povrchová úprava se zpravidla dělá ještě před tvarováním a musí být tak trvanlivá, aby se tvarováním nepoškodila. Vytvarovaný plech se nakonec stříhá na tabule požadovaných rozměrů.
Výrobce trapézových plechů v České republice jsou např. společnosti Satjam nebo Lindab.

## Využití trapézových plechů
- Stropní ocelobetonové spřažené konstrukce
- Konstrukce střešních plášťů – jako střešní krytina
- Konstrukce střešních plášťů – nosný konstrukční prvek
- Prvek pro ztracené bednění
- Konstrukce obvodových plášťů – interiéry
- Konstrukce obvodových plášťů – exteriéry
- Stěny a pláště železničních vagonů a užitkových vozidel
- Strojírenská výroba – kontejnery atd.